# Furaidis

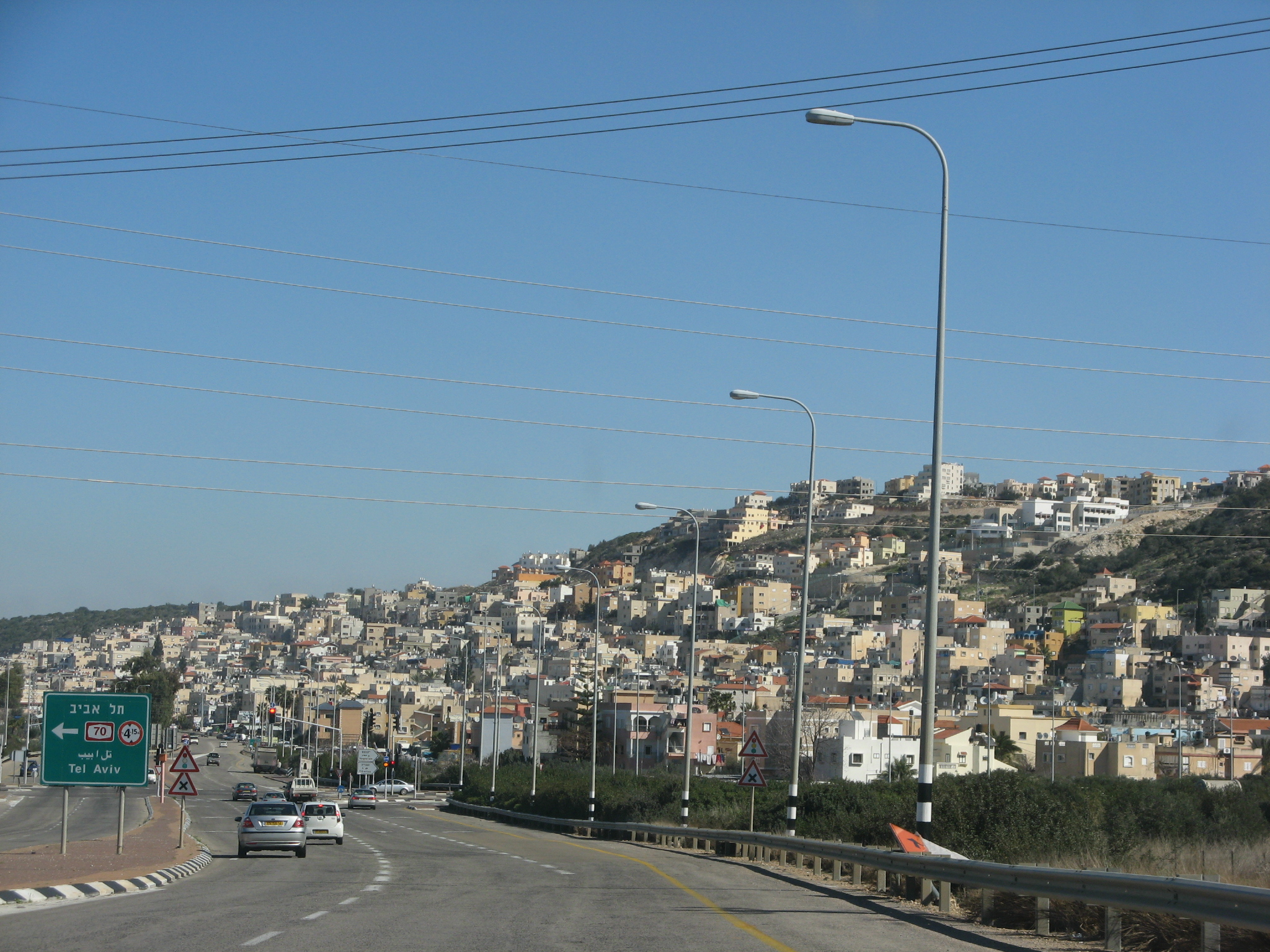
Kvisch am südlichen Ortseingang

Furaidis (arabisch فريديس, DMG Furaidīs ‚Paradieslein‘; hebräisch פוריידיס; sinngemäß Kleiner Garten Eden) ist eine Stadt an der Westflanke des Karmels im Bezirk Haifa in Israel.

## Allgemeines
Die heutige, rein arabisch bewohnte Stadt wurde 1880 gegründet, überstand den Krieg um Israels Unabhängigkeit weitgehend unbeschadet und hat seit 1952 den Status eines Lokalverbands. 2018 zählte die Stadt 13.085 Einwohner auf einer Fläche von knapp 2,7 km².

## Geschichte
Bei Grabungen in einer Höhle direkt oberhalb von Furaidis wurden durch Stratengrabung Funde aus der Kupfersteinzeit bis mittleren Bronzezeit gemacht, darunter Koch- und Feuerstellen, Gefäßscherben von Nutz- und Vorratsbehältern sowie Begräbnisstätten.
Die Einwohnerzahl von Furaidis stieg von 1.400 im Jahr 1955 über 2.000 (1961), 3.400 (1972), 5.200 (1983), 7.700 (1995) und 10.000 (2005) auf die heutige Zahl von 13.085 (2018) Bürger. Damit zeigt die Stadt eine gleichmäßige Entwicklung bis 2018.
Bereits während der britischen Mandatszeit bestand ein gutes Verhältnis zwischen Furaidis und den benachbarten jüdischen Siedlungen wie Sichron Jaʿaqov, die freundliche Einstellung hatte entscheidenden Einfluss auf das Geschick des arabischen Ortes während des Unabhängigkeitskrieges und darüber hinaus. Das zeigt sich auch daran, dass die arabische Stadt bereits drei Jahre nach Kriegsende in den Status des Lokalverbands erhoben wurde.
Auch in späteren Zeiten machte Furaidis mit versöhnenden und verbindenden Aktionen auf sich aufmerksam. Die Bürgerin Ibtisam Mahammed machte sich als Friedensaktivistin weit über die Grenzen Israels bekannt. Für ihre jahrelange Organisation von Frauengesprächskreisen zwischen Jüdinnen und Araberinnen erhielt Mahammed den Unsung Heroes of Compassion Prize.

## Schulbildung
Mit einer Hochschulabschlussquote von 75,85 % in 2008 befindet sich Furaidis weit über dem Landesdurchschnitt (44,4 %) und auf dritter Position in Israel, nach Kochav Jaʾir und Schoham. Unter der Leitung von Hochschulrektor Husni Abu Dahasch konnte die Quote innerhalb weniger Jahre um 40 % gesteigert werden. Abu Dahasch setzte damit einen Gegenpol zum ansonsten gewohnten Umstand, dass viele arabische Städte wie beispielsweise das benachbarte Dschisr az-Zarqa auf den letzten Plätzen der Quotentabellen zu finden sind.